# Вулиця Маєра Балабана
Ву́лиця Ма́єра Балаба́на — вулиця у Галицькому районі міста Львова. Простягається від вулиці Пантелеймона Куліша на захід до вулиці Джерельної. Прилучаються вулиці Котлярська та Соломона Ляйнберга.

## Історія
Вулиця Балабана існувала вже у XVIII століття, її зображено на плані Львова 1766 року Жана Ігнатія ду Дефі. До 1870-х років вулиця називалася Сонячною бічною першою ліворуч. У 1871 році отримала назву вулиця Берка Йоселовича, на честь учасника повстання під проводом Тадеуша Костюшка. У 1943—1944 роках, протягом німецької окупації — Леся Українкаґассе, на честь Лесі Українки; від липня 1944 року вулиці повернена передвоєнна назва. З 1946 року, із встановленням у Львові радянської влади, називалася вулицею Сергія Лазо, на честь більшовицького діяча Сергія Лазо. Сучасну назву вулиця отримала у 1992 році, на честь львівського історика Маєра Шмуеля Балабана.

## Забудова
Вулиця забудована переважно на межі XIX і XX століть прибутковими будинками у стилі історизму та модерну, кількома промисловими будівлями, будинками у стилі конструктивізму 1930-х та 1970-х років. З 1871 року нумерація будинків починалася від вулиці Джерельної, а близько початку XX століття склався сучасний порядок нумерації. Вулиця розташована у межах історичної місцевості — Краківського передмістя. До війни тут був один з єврейських кварталів Львова.

### З непарного боку вулиці
№ 1 — триповерхова будівля кінця XIX століття. У 1910 році тут мешкав рабин Зіндель Нойгаус.
№ 3 — триповерховий прибутковий будинок, зведений наприкінці XIX століття і перебудований на початку XX століття. Фасад будинку прикрашений пілястрами тосканського ордеру, що розташовані між вікнами другого і третього поверхів. На третьому поверсі — балкон з металевою балюстрадою у стилі пізнього модерну. У 1929 році тут містилася кравецька майстерня І. Шапіро.
№ 5 — наріжна триповерховий, прибутковий будинок 1892 року, зведений у стилі історизму для Зигмунта Ельстера за проєктом архітектора Генрика Сальвера. Вікна другого поверху прикрашені трикутними сандриками, також на другому поверсі зрізаного наріжника міститься балкон з металевою балюстрадою у стилі необароко. Власником кам'яниці від 1905 року був Герш-Вольф Рапп. У 1906 році на першому поверсі будівлі була влаштована хасидська синагога «Бейт Цві Зеєв Рапп» (роботи з адаптації частини партеру будинку під синагогу проводив архітектор Михайло Макович за участі Генрика Сальвера), також діяло єврейське доброчинне товариство «Дім Раппа», фундоване власником кам'яниці. Розписи стін та декоративні панно у молитовній залі виконав Шабсай Зак. За радянських часів на першому поверсі будинку містився магазин уцінених товарів та магазин з обслуговування інвалідів.
№ 7 — триповерхова наріжна будівля кінця XIX століття. У 1910-х роках тут був шинок Йосифа Флінґера.
№ 11 — триповерховий прибутковий будинок 1890-х років у стилі історизму. У 1910-х роках тут функціювала молочарня Маєра Феніґа, у 1930-х — цукернича фабрика Айзека Любліна.
№ 13 — найстаріший будинок на вулиці, зведений у 1870-х роках. Подвір'я одноповерхового будинку забудоване господарськими спорудами. У 1910-х тут була фабрика содової води Берла Брюка та Йосифа Кальтера.
№ 15 — наріжна триповерхова будівля. На початку XX століття тут був ресторан Мар'яна Штрауха, у 1930-х роках — крамниця фарб Ляйзора Кляйна. За радянських часів тут до 1955 року містилася редакція газети «Сталинское знамя».
№ 17 — наріжна триповерхова будівля. У 1910-х роках тут розташовувався ресторан Бейлі Рот.
№ 21 — типовий триповерховий прибутковий будинок 1890-х років. У першій половині XX століття тут містилася пекарня Ґрубера.
№ 23 — типовий прибутковий будинок 1890-х років. Був зведений триповерховим, згодом добудовано четвертий поверх. У 1919 році тут функціювала хімічна пральня і фарбувальня Саула Бекермана.
№ 25 — типовий п'ятиповерховий будинок 1970-х років, збудований на місці старої кам'яниці.
№ 27 — двоповерховий будинок початку XX століття. У 1930-х роках тут був склад дерева Беньяміна Цінклера.
№ 29 — наріжний триповерховий будинок початку XX століття, зведений у стилі модерну. До війни тут містилася пекарня Зандгауса.

### З парного боку вулиці
№ 2 — наріжна триповерхова прибуткова будівля у стилі історизму. На початку XX століття тут містилася друкарня і книгарня єврейських видань У. В. Салата, а також ресторан Байле Руди.
№ 4 — триповерховий прибутковий будинок, зведений у 1890-х роках у стилі історизму. Вікна другого поверху прикрашені трикутними сандриками.
№ 6 — двоповерховий прибутковий будинок кінця XIX століття. Фасад на рівні другого поверху прикрашений пілястрами коринфського ордеру. У 1929 році тут функціонувала торгівля мішками М. Аустер, розташовувалися магазин кухонного посуду Л. Ноєр та фотоательє Файля. Нині на першому поверсі працює сервісний центр «Restore».
№ 8 — типовий двоповерховий прибутковий будинок 1890-х років, зведений у стилі історизму. У 1920-х роках тут містився магазин молитовників Меєра Штруммера i римарська майстерня Ф. Туха. У подвір'ї кам'яниці у 1923 році було зведено синагогу ремісничого товариства шевців «Мелехес Генох», яке очолювали Ґлявсберґ та Леон Шапіро. Автором проєкту молитовного будинку був архітектор Леон Каршевський. Після другої світової війни колишню синагогу пристосували під виробничий цех, провівши перебудову: змінили форму віконних та дверних прорізів.
№ 10 — двоповерховий прибутковий будинок 1890-х років у стилі історизму.
№ 12. — на початку XX століття на місці розібраного у 2008 році будинку були котлярські майстерні Нухіма Бальштайна та Соломона Шранца, що дали назву сусідній вулиці Котлярській, у 1910-х — американський млин та парова пекарня Емануеля Маєра, у 1916 році — електрична пекарня «Меркурій», у 1930-х роках — фабрика паперових виробів Ілляша Корнблюма та торгівля взуттям Лейзора Каплера. За радянських часів, наприкінці 1940-х років працювала артіль індивідуального та масового пошиття взуття та одягу «Червоний Жовтень» Львівського облтекстильшвейшкірпромсоюзу. Від 1960-х років — Львівська бавовнопрядильна фабрика «Левтекст». Упродовж 2015—2017 років будівельною компанією «Консоль» на місці фабрики зведений житловий комплекс «Старе Місто» з підземним паркінгом на 33 місця. В одній з секцій новобудови міститься готель «Opera Center», а також бар «Ginger». 
№ 14 — за радянських часів територія належала Львівському склодзеркальному заводу (нині — ТзОВ Фірма «Галімпекс — Склодзеркальний завод». Цю ж саму адресу має й фірмова крамниця підприємства «Ялина».
№ 20 — триповерховий прибутковий будинок початку XX століття, зведений у стилі модерну. У 1910-х роках тут було бюро реклами та афіш М. Гереніка, від 1924 року — синагога «Кегілат Шабат», у 1930-х роках — кравецька майстерня Г. Блязер.
№ 22 — триповерховий будинок початку XX століття, зведений у стилі модерну. Збереглося оздоблення сіней і сходової клітки. До війни тут був містилися взуттєва крамниця Капера та агенція з виготовлення рекламних плакатів.
№ 24 — двоповерхова будівля кінця XIX століття. У 1930-х роках тут були склад старого заліза і металів Шорра та шматярня Йосифа Ноєра. Нині територія, де розташований будинок належить ПАТ «Галрембуд».